# Усть-Алтан
Усть-Алтан (бур. Алтанай Адаг) — село в Осинском районе Усть-Ордынского Бурятского округа Иркутской области. Образует муниципальное образование «Усть-Алтан».

## География
Находится в 29 км к северо-западу от районного центра, села Оса. Абсолютная высота над уровнем моря: 431 метр.

### Внутреннее деление
Состоит из 16 улиц:
- Бабушкина
- Братская
- Братьев Бильдаевых
- Ленина
- Молодежная
- Морская
- 1-я Объездная
- 2-я Объездная
- З-я Объездная
- Российская
- Сайбоновой
- Свердлова
- Советский пер.
- Солнечная
- Солнечный мкр.
- Школьная[3]

## Топонимика
Населённый пункт расположен в устье реки Алтан (от бур. Алтан — золото). Предположительно, во второй половине XVII века в этих местах располагался золотой прииск. Как считают краеведы, с приходом советской власти местные жители стали скрывать информацию о местонахождении прииска с целью избежать его передачи государству.

## История
Населённый пункт основан в 1961 году переселенцами из сёл Бужидай, Дахан, Усть-Оса и Байхон, затопленных в результате создания Братского водохранилища.
Однако, ещё в XVII веке на этой территории жили буряты, позже стали селиться русские.
В советское время в населённом пункте функционировал совхоз-миллионер «Усть-Алтанский». В 1990 году в селе был открыт цех по производству сыра, однако через некоторое время данное предприятие, как и весь совхоз, были закрыты.

## Экономика
Весной 2006 года в селе планировалось открыть рыбоперерабатывающий цех, однако рыбных ресурсов реки Осы оказалось для этого недостаточно, и планы не были осуществлены.

## Социальная сфера
В селе функционируют школа, детский сад, Дом культуры.

## Туризм
Недалеко от села располагается пляж Золотые Пески — популярное место отдыха жителей Иркутска. Его площадь составляет примерно 2 150 гектаров. В связи с массовым отдыхом в летний период на пляже периодически образуются стихийные свалки.

## Население
| 2002 | 2010 | 2011 | 2012 |
| ---- | ---- | ---- | ---- |
| 810  | ↘801 | ↘800 | ↘798 |

Национальный состав
Согласно результатам переписи 2002 года, в национальной структуре населения русские составляли 37 %, буряты — 60 %.